# NREC 1GS-7B
NREC 1GS-7B es un modelo de locomotora diésel-eléctrica de maniobras, fabricada por la compañía ferroviaria estadounidense National Railway Equipment Company.
Se destaca por ser un vehículo que produce bajas emisiones de gases. Esta locomotora posee 2 motores diésel que le otorgan 700 caballos de potencia, y equipos electrónicos para mejorar su performance, evitando derroches de energía y controlando la producción de electricidad del generador principal. De esta manera se alarga la vida útil de los motores de tracción y los demás componentes, evitando sobrecargas que podrían dañar a los mismos.